# Sipyloidea robusta
Sipyloidea robusta är en insektsart som beskrevs av Günther 1936. Sipyloidea robusta ingår i släktet Sipyloidea och familjen Diapheromeridae. Inga underarter finns listade i Catalogue of Life.